# Smugi (powiat bełchatowski)
Smugi – osada w Polsce położona w województwie łódzkim, w powiecie bełchatowskim, w gminie Kluki.
W latach 1975–1998 miejscowość położona była w województwie piotrkowskim.
Miejscowość jest oddalona o ok. 20 km od Bełchatowa.